# Balfácán (film, 1981)
A Balfácán (eredeti cím: La chèvre) 1981-ben bemutatott francia–mexikói filmvígjáték, melyet Francis Veber írt és rendezett. A főbb szerepekben Pierre Richard és Gérard Depardieu látható.
A két főhős együtt próbál meg egy eltűnt lány, Marie Bens nyomára bukkanni Mexikóban.

## Cselekmény
Bensnek, egy francia üzletembernek eltűnt balszerencsés és kétballábas lánya, Marie, miközben Mexikóban nyaralt. A kétségbeesett gazdag apa mindent megpróbál, hogy a lánya nyomára akadjon. Miután a hatóságok nem jártak sikerrel, felbérel egy magánynyomozót, Campanát (Gérard Depardieu), hogy keresse meg a lányát. Több mint 40 napnyi sikertelenség után a cég pszichológusa egy meglepő ötlettel rukkol elő: a cég egyik könyvelője, François Perrin (Pierre Richard), szintén kétballábas csődtömeg, ha őt indítanák a lány nyomába, a két szerencsétlen biztosan egymásba fog botlani. Az apa belemegy az ötletbe, behívják Perrint, majd megbízzák a számára szokatlan feladattal. Segítséget is kap, Campana detektívet, akit mint asszisztensét mutatják be neki. A detektív persze az elejétől fogva ellenzi a tervet, ő nem hisz a véletlenekben.
A kalandok már induláskor megkezdődnek: Perrin véletlenül nekimegy a reptér fotocellás ajtajának, ami miatt lekésik a Mexikóba tartó gépet, helyette egy később induló, átszállásos útvonalat választanak. Az átszálló reptéren ügyetlenkedése miatt elered az orra vére, emiatt a reptér ügyeletére kerül. Az ott dolgozó nővérnek Perrin elmeséli balesetét a párizsi repülőtéren a fotocellás ajtóval, mire az megjegyzi, hogy ilyen szinte soha nem szokott előfordulni, kivéve egyszer, néhány héttel korábban, mikor egy nő szintén így járt az itteni ajtóval, aki egy férfivel érkezett a reptérre. A magánnyomozó ennek hallatán utánajár az esetnek és megmutatja a keresett Bens lány fényképét a reptéri biztonság szolgálaton. A biztonsági szolgálat vezetője felismerni véli benne a keresett ügyetlen francia lányt. A nő elvesztette a táskáját és az útlevelét, ami hamis volt, így az igazi személyazonossága ismeretlen. A reptéri rendőrfőnök némi információval szolgál a férfiről is, akivel együtt látták. Elindulva ezen a nyomon egy éjszakai bárba kerülnek, ahol Perrinnel vad flörtbe kezd az egyik ott dolgozó lány. Campana figyelmezteti társát, hogy ki fogják fosztani és menjenek inkább haza. Azonban Perrin marad, miközben a nyomozó visszatér a szállodába. Sejtése beigazolódik, ügyefogyott barátját elrabolják és kirabolják. Pénz nélkül, négykézláb kúszik vissza a szállodába. Együtt indulnak az elveszett pénz nyomába, és így jutnak el Arbalhoz (Jorge Luke), akivel a nőt utoljára látták. Elrabolják, kiviszik a város melletti pusztaságba, ahol megtudják, hogy a lány folyamatosan balszerencsét hozott rá, de mielőtt többet is mondhatna, Arbalt gépfegyveresek lelövik. Ők ketten sértetlenül megússzák a leszámolást, ám az autójukból kifolyik a benzin. Gyalog indulnak vissza a városba, de útközben rendőrök tartóztatják le őket, mert azt hiszik, ők követték el a gyilkosságot.
Mindketten börtönbe kerülnek. Campana egyre inkább úgy érzi, kezd ráragadni társa balszerencséje. A börtönből kiszabadulva elkapják a bandavezért, aki később elárulja, hogy a lányt repülőre ültették, ám az lezuhant a dzsungel felett.
A nyomozást ezzel befejezettnek tekintik, hiszen a lány minden bizonnyal meghalt. Felhívják az apát, aki azonban egy újabb képtelen ötletet kap a cég pszichológusától: körözzenek repülővel a dzsungel felett, hátha valami váratlan esemény ismét segít.
A repülés közben Perretet megcsípi egy darázs, a csípés miatt teste csúnyán felpuffad. Kényszerleszállást hajtanak végre egy kis reptéren a dzsungelben. Perretet mentővel elszállítják. Miután rendbe jön, elmeséli, hogy a kórházban a szobatársa furcsa dolgot mesélt: egy kerek szemű lány érkezett a falujukba, ám utána az egész falujuk leégett és mindenki meghalt. Marie fényképét meglátva ordítani kezd, így megbizonyosodtak róla, hogy a kétbalkezes lány okozhatta a bajt. A faluba érve csak romokat találnak és visszafordulnak. Egy véletlen baleset miatt Perret rálő Campanára, a sérülése nem súlyos, ám mégis elviszi egy közeli misszióba. Itt ismét csak romokat találnak, mintha egy robbanás pusztított volna el mindent. Visszaindulnak a városba, de kifogy az üzemanyaguk. Egy napnyi várakozás után ismét összevesznek azon, ki a hibás ezért az egészért, majd Perret Campanára támad. Szerencsétlenségére Perret megfejeli az autót, majd eszméletét veszti. Ezután végre egy autós érkezik, aki elviszi őket a legközelebbi faluba. Perretet egy fiatal, eszméletlenül fekvő nő mellé fektetik le. Egyszerre térnek magukhoz, egyikük sem emlékszik rá, hogy került ide. Kézen fogva kibotorkálnak az ajtón a tópartra. Campana, mikor meglátja kettejüket, rádöbben, hogy megtalálták a keresett lányt, ám öröme nem tart sokáig: a két szerencsétlen alatt leszakad a móló, a sodrás pedig egyre távolabb sodorja őket a kórháztól...

## Szereplők
| Szerep          | Színész              | Magyar hang     |
| --------------- | -------------------- | --------------- |
| François Perrin | Pierre Richard       | Varga T. József |
| Campana         | Gérard Depardieu     | Hegedűs D. Géza |
| rendőrkapitány  | Pedro Armendáriz Jr. | Gruber Hugó     |
| Marie Bens      | Corynne Charbit      | Balogh Erika    |
| prostituált     | Maritza Olivares     |                 |
| Meyer           | André Valardy        | Szombathy Gyula |
| Arbal           | Jorge Luke           | Gáti Oszkár     |
| rab             | Sergio Calderón      | Vajda László    |
| Alexandre Bens  | Michel Robin         | Kaló Flórián    |
| technikus       | Robert Dalban        |                 |

## Érdekességek
- 1991-ben megjelent egy amerikai változata is Tiszta szerencse (Pure Luck) címmel.
- Pierre Richard és Gérard Depardieu összesen három filmben alkottak párost.
- Egy torinói moziban történt gyújtogatás miatt a film vetítése alatt 64 ember halt meg.[4]